# Nemeño
Nemeño o Santo Tomé de Nemeño (llamada oficialmente San Tomé de Nemeño) es una parroquia y un lugar español del municipio de Puenteceso, en la provincia de La Coruña, Galicia.

## Entidades de población
Entidades de población que forman parte de la parroquia:
- Campara (A Campara)
- Nemeño
- Porto do Souto (O Porto do Souto)
- Rueiro (O Rueiro)

## Demografía

### Parroquia
| Gráfica de evolución demográfica de Nemeño (parroquia) entre 2000 y 2019 |
|                                                                          |
| Datos según el nomenclátor publicado por el INE.                         |

### Lugar
| Gráfica de evolución demográfica de Nemeño (lugar) entre 2000 y 2019 |
|                                                                      |
| Datos según el nomenclátor publicado por el INE.                     |